# Arge

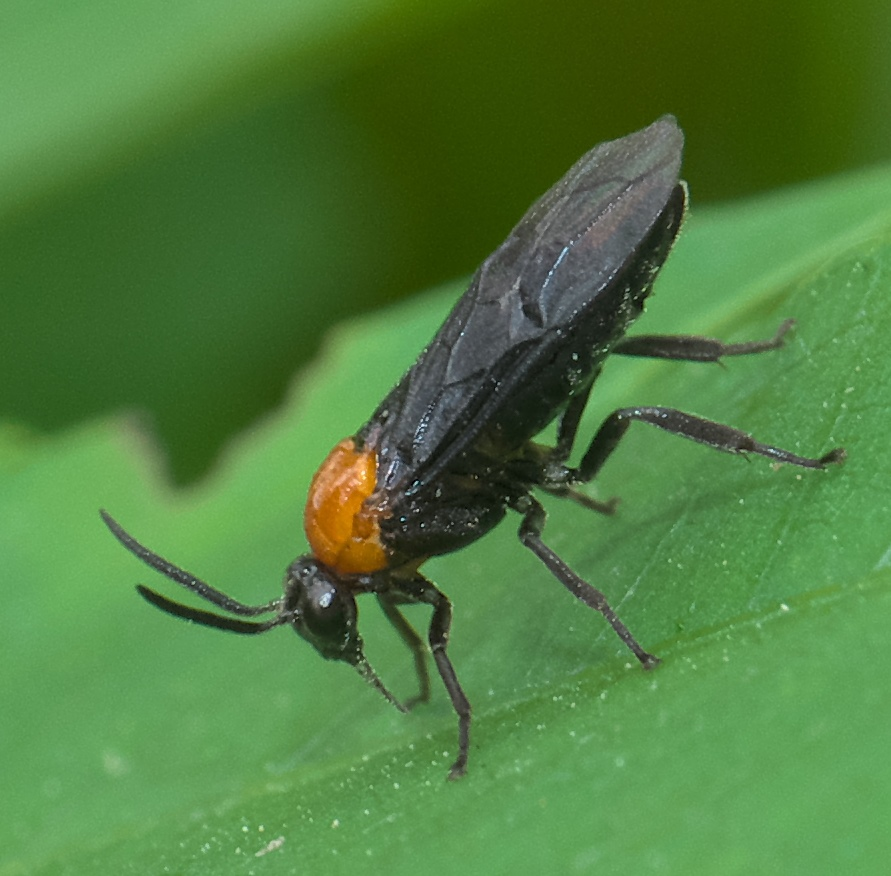
Arge (grupo pectoralis)

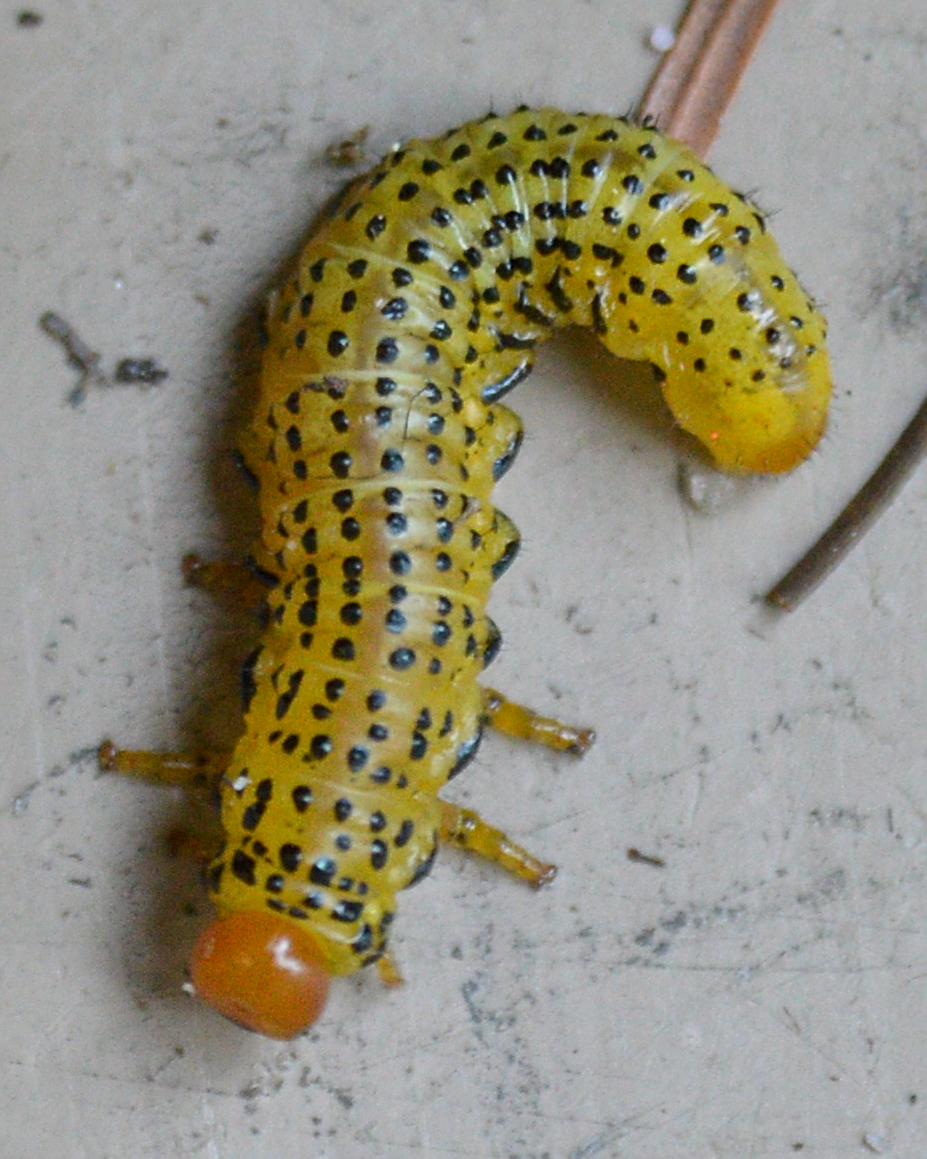
Arge sp., larva

Arge es un género de Symphyta (avispas sierra) en la familia Argidae subfamilia Arginae. Miden de 10 a 14 mm; son activos en la primavera y verano. El género es holártico y afrotropical con más de 200 especies.

## Especies
Estas 57 especies pertenecen al género Arge:
- Arge abdominalis b
- Arge auripennis Konow, 1891 g
- Arge beckeri (Tournier, 1889) g
- Arge berberidis Schrank, 1802 g
- Arge caucasica Tournier, 1889 g
- Arge cerulea b
- Arge ciliaris (Linnaeus, 1767) g
- Arge clavicornis (Fabricius, 1781) g
- Arge coccinea b
- Arge curvaria Smith, 1989 b
- Arge cyanocrocea (Förster, 1771) g
- Arge cyra (Kirby, 1882) b
- Arge dimidiata (Fallén, 1808) g
- Arge enodis (Linnaeus, 1767)
- Arge expansa (Klug, 1834) g
- Arge flavicollis (Cameron, 1876) g
- Arge frivaldszkyi (Tischbein, 1852) g
- Arge fuscipennis (Herrich-Schäffer, 1833) g
- Arge fuscipes (Fallén, 1808) g
- Arge goellnerae Koch & Goergen, 2008 g
- Arge gracilicornis (Klug, 1814) g
- Arge humeralis (Beauvois) i c g b
- Arge illuminata Smith, 1989 b
- Arge macleayi b
- Arge massajae Gribodo, 1879 g
- Arge melanochra (Gmelin, 1790) g
- Arge melanochroa (Gmelin, 1790) g
- Arge metallica (Klug, 1834) g
- Arge nigripes (Retzius, 1783) g
- Arge nokoensis Takeuchi, 1928 g
- Arge ochropus (Gmelin, 1790) g b
- Arge onerosa b
- Arge pagana (Panzer, 1798) g
- Arge pallidinervis Gussakovskij, 1935 g
- Arge pectoralis (Leach) i c g b
- Arge pleuritica (Klug, 1834) g
- Arge pullata (Zaddach, 1859) g
- Arge pyracanthae Wei & Shinohara g
- Arge quidia Smith, 1989 b
- Arge rustica (Linnaeus, 1758)
- Arge sauteri (Enslin, 1911) g
- Arge scapularis b
- Arge scita (Mocsáry, 1880) g
- Arge shawi Liston, 1992 g
- Arge similis (Vollenhoven, 1860) g
- Arge simulatrix Konow, 1887 g
- Arge sorbi Schedl & Pschorn-Walcher, 1984g
- Arge spiculata (MacGillivray) b
- Arge stecki Benson, 1939 g
- Arge tergestina (Kriechbaumer, 1876) g
- Arge thoracica (Spinola, 1808) g
- Arge tsunekii Togashi, 1973 g
- Arge ustulata (Linnaeus, 1758) g
- Arge vulnerata Mocsary, 1909 g
- Arge willi Smith, 1989 b
- Arge xanthogaster Cameron, 1876 g

Fuentes de información: i = ITIS, c = Catalogue of Life, g = GBIF, b = Bugguide.net

## Plantas hospederas de algunas especies
- A. clavicornus -- Amelanchier
- A. coccinea --  Rhus
- A. humeralis -  hiedra venenosa, Toxicodendron radicans
- A. pectoralis --  Corylus, Betula
- A. scapularis -- olmo, Ulmus